# مكتب النشر لحكومة الولايات المتحدة
مكتب النشر لحكومة الولايات المتحدة ( GPO) ؛ (مكتب مطبوعات حكومة الولايات المتحدة سابقًا) هو وكالة تابعة للفرع التشريعي لحكومة الولايات المتحدة الفيدرالية . يقوم المكتب بإنتاج وتوزيع منتجات وخدمات المعلومات لجميع فروع الحكومة الفيدرالية الثلاثة، بما في ذلك جوازات السفر الأمريكية لوزارة الخارجية وكذلك المنشورات الرسمية للمحكمة العليا والكونجرس والمكتب التنفيذي للرئيس والدوائر التنفيذية ، والوكالات المستقلة .
غير قانون الكونغرس اسم المكتب إلى شكله الحالي في عام 2014.

## الوثائق الحكومية المنشورة

### المجلات الرسمية للحكومة
يتعاقد مع الكثير من مطبوعات الحكومة الفيدرالية لكنه يطبع الصحف الرسمية للحكومة الداخلية، بما في ذلك:
- قانون اللوائح الفيدرالية
- القوانين العامة والخاصة
- سجل الكونغرس
- السجل الفيدرالي ، وهو المنشور اليومي الرسمي للقواعد والقواعد المقترحة وإشعارات الوكالات والمنظمات الفيدرالية.
- <i id="mwjQ">مجلة بيت</i> الولايات المتحدة
- مجلس شيوخ الولايات المتحدة
- كود الولايات المتحدة
- الولايات المتحدة النظام الأساسي ككل

## روابط خارجية
- مكتب النشر لحكومة الولايات المتحدة على موقع الموسوعة البريطانية (الإنجليزية)
- موقع GPO
- الاتحاد الوطني لخدمات المعلومات المتقدمة